# Nabesna River
Der Nabesna River ist der 118 Kilometer lange linke Quellfluss des Tanana Rivers östlich der Mentasta Mountains im Interior des US-Bundesstaats Alaska.

## Verlauf
Er entspringt dem Nabesna-Gletscher im Wrangell-St.-Elias-Nationalpark, fließt in nordnordöstlicher Richtung durch das Tetlin National Wildlife Refuge und bildet bei Northway, 66 Kilometer südöstlich von Tok, am Zusammenfluss mit dem Chisana River den Tanana River. Der Nabesna River gehört zum Flusssystem des Yukon Rivers.

## Name
Der Fluss wurde 1898 von W. J. Peters und A. H. Brooks vom United States Geological Survey (USGS) in Anlehnung an die Bezeichnung der Ureinwohner Alaskas für den Oberlauf des Tanana benannt.